# Infinite Challenge
Infinite Challenge (hangul=무한도전; Hanja: Muhan Dojeon, también conocida como Infinity Challenge) es un espectáculo de variedades de Corea del Sur transmitido del 23 de abril de 2005 hasta el 31 de marzo del 2018 por medio de la cadena MBC.  El programa fue creado por el director de televisión surcoreano Kim Tae-ho y regularmente es aclamado como el programa favorito de Corea del Sur.
En el 2018 se anunció que tras la salida del productor principal, Lim Tae-ho, todos los miembros actuales también dejarían el programa, al finalizar sus transmisiones el 31 de marzo del mismo año. También se anunció que el programa tendría una segunda temporada, la cual estaría a cargo del productor Choi Haeng-ho.

## Historia
El programa es reconocido como el primer programa de espectáculo de variedad real en la historia de la televisión coreana. 
En gran parte está conformado sin guiones y sigue un formato similar al de programas de televisión basados en desafíos, familiar a algunas audiencias en Occidente.
Los desafíos a menudo son juegos tontos, absurdos o imposibles de lograr, por lo que el programa toma el aspecto de un espectáculo de variedades de comedia satírica en lugar de un programa de realidad más estandarizado o un programa de concursos.

## Segmentos
Los segmentos son parte del espectáculo, sin embargo sólo se presentan de vez en cuando, entre ellos se encuentran:

### Segmentos actuales
- Infinite News: el noticiero basado en cómics, presenta fragmentos de historias que informan de acontecimientos que sucedieron a algunos o a todos los miembros del elenco, también informa sobre los aspectos de su vida fuera del programa. Como Yoo Jae-suk es el moderador del noticiero, al inicio del segmento siempre dice: "Este segmento es sólo por diversión" en vez de reportar eventos reales. Desde la cuarta temporada el segmento se volvió a centrarse en acontecimientos reales en la vida de los anfitriones manteniendo un equilibrio entre hechos y humor.
- Infinite Company: es uno de los sketches cómicos regulares del programa (otro es: Park Myungsoo is Twelve Years Old), durante este segmento los miembros interpretan a empleados de la compañía ficticia llamada "Infinite Company", en donde sus personajes están basados principalmente en las personalidades de cada uno de los miembros. Originalmente el sketch era una recreación del antiguo corto coreano President, President, Our President del comediante Kim Hyung-gon, interpretando una situación cómica de la junta directiva de la compañía, sin embargo el corto pronto se convirtió en una serie en donde el concepto de directores de la compañía se cambió y ahora los miembros interpretan a personal del departamento con Yoo Jae-suk como su jefe.
- Ha & Soo: un sitcom de comedia interpretado por Jeong Jun-ha y Park Myeong-su, en donde el personaje de Myeong-soo es un hombre agresivo y con temperamento mientras que el personaje de Jun-ha es un hombre tímido y sencilla, por lo que siempre están peleando por cuestiones simples. A diferencia de otros segmentos, "Ha & Soo" no tiene guiones, y cuando Jeong y Park están peleando (generalemten peleas iniciadas por Park), los otros miembros y el equipo de edición lo etiquetan como parte del segmento "Ha & Soo".
- Hidden Camera (hangul=몰래 카메라): además de ser un aspecto clave del antiguo segmento "Jimotmi", el elenco y el personal del programa realizan cámaras ocultas en las que registran el comportamiento natural de los miembros durante situaciones inventadas.

### Antiguos segmentos
- "Jimotmi" (지켜주지 못해서 미안해): durante el segmento que significa "lo siento, no pude ver por ti", los miembros realizan bromas de cámara oculta entre ellos para ver sus reacciones.
- Infinite Theatre: durante este segmento los miembros inesperadamente presentaban una historia corta y cómica, una de ella titulada "Infinite Company", posteriormente se convirtió en un sketch.
- Please, be...: el segmento fue introducido para inculcar los principios comunes a todos los miembros (aparte de su marca característica "egoísmo"). "Please, come early" y "Please, be friendly" fueron dos de las series más memorables del segmento.
- Ah-Ha: un juego de palabras coreano, en donde uno de los miembros decía una palabra y el siguiente tenía que decir la palabra al revés (por ejemplo "Mu-han-do-jeon" tendría que ser "Jeon-do-han-mu"), los miembros que fallaran o cometieran algún error eran golpeados en la cabeza. El segmento fue estrenado durante la segunda temporada "Infinite Challenge – The Master of Quiz" y ocasionalmente fue jugado a través de las siguientes temporadas. La narración del segmento fue realizada por la locutora de la MBC: Na Gyeong-eun (la esposa de Yoo Jae-suk).
- One-flash Telepathy: después de escuchar una palabra dada por los elementos de la producción, cada miembro debía representarla con un gesto que creía que representaba mejor la palabra. Los miembros ganaban la ronda si los 6 integrantes interpretaban el mismo gesto, si no lo lograban eran castigados. Como en el segmento "Ah-Ha" la narración también fue realizada por Na Gyeong-eun.
- Television Advertisements: a través de los episodios, los anfitriones crearon algunos anuncios satíricos de la televisión coreana, entre ellos, Jeng Jun-ha realizó una parodia de Neutrogena por Nueva Caledonia y Hauzen por Samsung Electronics.
- Calendar-making Project: Durante los años 2009-2011, los miembros del programa crearon una serie de calendarios únicos, el proyecto tuvo un gran éxito y todos los beneficios obtenidos de los calendarios fueron donados a la caridad.

## Miembros

### Miembros actuales
| Artista        | Apodos | N.º de episodios | Duración                 |
| -------------- | --- | ---------------- | ------------------------ |
| Yoo Jae-suk    | Captain Yoo (유반장) The First-in-command (1인자) Nation's MC (국민 MC) The Grasshopper (메뚜기) Playboy Yoo/Nal Yoo (날유) The Sun (해님) God Yoo (유느님) Mr. My-Nipples-Below (저쪼아래) | 1 - 563          | 2005 - 2018              |
| Park Myeong-su | Giant Star/Geo-seong (거성) Father (아버지) The Second-in-command (2인자) The Son of the Devil (악마의 아들) NYSD (뉴욕쇠독) Rash Man (깨방정) Sancho Park (산초박) Alien (외계인) The leafhopper/Rice insect (벼멸구) Worthless older brother (하찮은 형) Unique Myeong-su (고유명수) CEO Park/Park sajang (박사장) Point five (쩜오) Great Park (그레이트 박) Flag Park (박깃발) The odd one out (쭈구리) Peter (피터) Reversal Park (박번복) Ten Jobs (십잡스) Mr. Tricky Park Winner Park (박대상) One head, Two smell (한 머리 두 냄새) Waiter Park (웨이터 박) Senior Park (박선배) Boy Park (소년명수) Laughter Hunter (웃음 사냥꾼) Three Meals Myeong-su (명수세끼) DJ Park (DJ 박) Laughter dead (웃음 사망꾼)             | - 563            | 2005 - 2018              |
| Jeong Jun-ha   | The Helmet (헬멧) The Lord of Eating (식신) Monster (괴물) The Third-in-command (3인자) Stupid brother (바보형) Mr. Jeong Joong-ang (정중앙씨) Fat-fatso (뚱뚱보) Jjeori Jjang (쩌리짱) Global Moron Cool Guy (쿨가이) Manager Jeong (정총무) Jeong Jun-yeon-a (정준연아) Somewhat lacking but a good friend (약간 모자라지만 착한 친구) Jonathan (조나단) The Lovester (사랑 전도사, 사랑꾼) Wax drippings Jeong (정촛농) Grandfather (할아버지) Icon of Aging (노화의 아이콘) Variety Show Zombie Jung Jun Grandfather (정준 할아버지) The Man that Shook the World Through Dieting Funeral Photo Jun Ha (영정 준하) The Creation Myth of The Dieting World (다이어트계의 신화창조) Ndotto's Father (도토 아빠) MC Minzy (MC 민지) | - 563            | 2006 - 2018              |
| Ha-ha          | Shorty (단신) Childhood friend(with Noh Hong-chul) (죽마고우) Little One (꼬마) The M.A. Ha (석사 하하) The Top Little one (상꼬맹이) The Friend Who Lacking If Compared With the One At the Same Age (또래에 비해 떨어지는 친구) Hybrid Sammy Sosa Rio Levy (하이브리드 샘이솟아 리오레이비) | - 563            | 2005 - 2008, 2010 - 2018 |
| Yang Se-hyung  | Yang Se Bari (양세바리) | - 563            | 2017 - 2018              |
| Jo Se-ho       | - | 552 - 563        | 2018                     |

### Antiguos miembros
El 23 de abril del 2014 después de que Gil fuera capturado por la policía conduciendo en estado de ebriedad, los aficionados del programa mandaron varias peticiones para que dejara el programa debido a sus acciones inapropiadas, ese mismo día los ejecutivos de la MBC anunciaron que Gil dejaría el programa. El 7 de noviembre del 2014 Noh Hong-chul fue atrapado por la policía conduciendo bajo la influencia del alcohol, tras el incidente Hong-chul publicó un a disculpa oficial a través de MBC y en la tarde el 8 de noviembre del mismo año, la compañía anunció que Noh Hong-chul saldría del programa.
El 29 de julio del 2016 se anunció que Jeong Hyeong Don dejaría el programa para cuidar de su salud, después de no aparecer en el programa desde noviembre del 2015 debido a problemas con su salud. En marzo del 2017 Hwang Kwanghee dejó el programa luego de enlistarse en el ejército para completar su deber militar.
| Artista          | Apodos | No. de Episodios | Duración    |
| ---------------- | --- | ---------------- | ----------- |
| Jun Jin          | Junstin Jinberlake (전스틴) The roll-in kid (굴러들어온 놈) Jan Jin (잔진) The Million Dollar Boy (백만돌이) | -                | 2008 - 2009 |
| Noh Hong-chul    | Stone Kid/Psychopath/Crazykid/Dol+I ('돌+아이') Childhood friend (죽마고우) Quickmouth (퀵마우스) Noh Jji-rong (노찌롱) Global Fraudster (글로벌 사기꾼) Noh big-jaw (노하관) Fraudster (사기꾼) Affirmation Noh (노긍정) Anal Fistula Patient (치루치루) Dekopon (한라봉) Ppakku (빡구) | -                | 2005 - 2014 |
| Gil              | Baldy/Bbaak-Bbaak-ei (빡빡이) Come between-Gil (이간길) Honey jar (꿀단지) Fat-fat-fatso (뚱뚱뚱보) Ip-sae (입새) Gilmeo (길메오) Overreacting (무리수) The friend who born unfunny (태생적으로 재미없는 친구) Icon of Betrayal (배신의 아이콘)                                          | -                | 2009 - 2014 |
| Jeong Hyeong Don | Fatso (뚱보) Awkward fatso (어색한 뚱보) Jinsang (진상, nuisance) Jeong Hang-don (정항돈) The Moon (달님) Doni (도니) Crazy Existence (미친존재감) Gaehwadong Orange-Tribe (개화동 오렌지족) Top Four MC (4대천왕)                                                                       | -                | 2005 - 2015 |
| Hwang Kwanghee   | Paper Doll (종이인형) Incarnation Of Envy (질투의 화신) Bad Actor (발연기) Amberjack Kwanghee Music Industry AlphaGo. | -                | 2015 - 2017 |

### Apariciones ocasionales
Hay un número de personas que trabajan individualmente para el programa o que son amigos y familiares de los miembros que regularmente aparecen junto a ellos como presentadores, por lo que ocasionalmente se les conocen como "El 8° Miembro" (제8의 멤버).
| Nombre                | Apodos                                                                                      | N.º de episodios | Duración |
| --------------------- | ------------------------------------------------------------------------------------------- | ---------------- | -------- |
| Defconn               | Daepho-phone (대포폰) Peh-conn-ie (프콘이)                                                  | -                | -        |
| Jeong Seok-kwon       | Manager Jeong (Jeong Sil-jang 정실장) Narrow-mouth Frog Brother (Mangkongei Hyong 맹꽁이형) | -                | -        |
| Choi Jong-hun         | Choi Co-ordi. (최코디) Almighty Co-ord. Choi Man-neung Choi-codi (만능 최코디)              | -                | -        |
| Kim Oak-jeong         | Mrs. Kim (김옥정 여사) Oak-jeong Kim (옥정 킴) Jung d'Oak-jeong (융드옥정)                  | -                | -        |
| Kim Tae-ho (aka. TEO) | Bro. TEO (태호 형) TEO PD (태호 PD)                                                         | -                | -        |
| Kim Tae-ho            | Writer Kim (김태희 작가)                                                                    | -                | -        |
| Shin Mi-so            | Miso Co-ordi. (미소코디)                                                                    | -                | -        |

### Artistas invitados
El programa ha tenido como invitados a varios artistas nacionales e internacionales del espectáculo, así como a deportistas. 

(Para ver la lista completa de invitados ir a Elenco de Infinite Challenge.)
| Nombre            | Ocupación                          | N.º de episodios | Episodios donde apareció | Año         |
| ----------------- | ---------------------------------- | ---------------- | ------------------------ | ----------- |
| Manny Pacquiao    | Boxeador                           | 2                | 551 - 552                | 2017 - 2018 |
| Jack Black        | Actor                              | 1                | -                        | 2017        |
| Stephen Curry     | Jugador de Baloncesto              | 1                | -                        | 2017        |
| Seth Curry        | Jugador de Baloncesto              | 1                | -                        | 2017        |
| Nam Joo-hyuk      | Actor                              | 1                | -                        | 2017        |
| Lee Je-hoon       | Actor                              | -                | 495 - 497                | 2016        |
| Usain Bolt        | Atleta                             | 1                | -                        | 2014        |
| PSY               | Cantante                           | -                | -                        | 2013        |
| Daisy Donovan     | Presentadora de Televisión         | 1                | -                        | 2013        |
| Thierry Henry     | Jugador de fútbol                  | 2                | -                        | 2012        |
| Jo In-sung        | Actor                              | -                | -                        | -           |
| Kim Soo-hyun      | Actor                              | -                | -                        | -           |
| Kim Yu-na         | Patinadora Artística               | -                | -                        | -           |
| Son Yeon-jae      | Gimnasta Rítmica                   | -                | -                        | -           |
| Fedor Emelianenko | Peleador de Artes Marciales        | 2                | -                        | 2012        |
| Michelle Wie      | Jugadora de Golf                   | 2                | -                        | 2012        |
| Paris Hilton      | Personalidad de Televisión         | 1                | -                        | 2012        |
| Maria Sharapova   | Jugadora de Tenis                  | 2                | -                        | 2005        |
| Tenku Tsubasa     | Boxeadora                          | 2                | -                        | -           |
| Lee Sang-hwa      | Patinadora de Velocidad            | -                | -                        | -           |
| Ryan Seacrest     | Presentador de Televisión          | 1                | -                        | -           |
| MC Hammer         | Rapero                             | 1                | -                        | -           |
| Lee Min-woo       | Cantante / Miembro de Shinhwa      | -                | -                        | -           |
| Lee Jun-ho        | Cantante / Miembro de 2PM          | -                | -                        | -           |
| G-Dragon          | Rapero / Miembro de Big Bang       | -                | -                        | -           |
| Park Bo-young     | Actriz                             | 1                | 234                      | 2011        |
| Park Hyung-sik    | Cantante / Miembro de ZE:A         | -                | -                        | -           |
| Im Si-wan         | Cantante / Miembro de ZE:A         | -                | -                        | -           |
| Park Bo-gum       | Actor                              | -                | -                        | -           |
| Jay Park          | Rapero                             | -                | -                        | -           |
| Lee Joon          | Cantante / Miembro de MBLAQ        | -                | -                        | -           |
| Siwon             | Cantante / Miembro de Super Junior | -                | -                        | -           |
| Lee Dong-hae      | Cantante / Miembro de Super Junior | -                | -                        | -           |
| Jeong Jin-woon    | Cantante / Miembro de 2AM          | -                | -                        | -           |
| Jo Kwon           | Cantante / Miembro de 2AM          | -                | -                        | -           |
| Eun Ji-won        | Cantante / Miembro de SechsKies    | -                | -                        | -           |
| Baro              | Rapero / Miembro de B1A4           | -                | -                        | -           |
| Song Min-ho       | Rapero / Miembro de WINNER         | 3                | 506 - 507 - 513          | 2016        |
| Kim Jin-woo       | Cantante / Miembro de WINNER       | 2                | 530 - 531                | 2017        |
| Ali Bongo         | Político                           | 1                | -                        | -           |
| Park Jin-young    | Cantante                           | -                | -                        | -           |
| Lee Yong-dae      | Atleta                             | -                | -                        | -           |
| Oh Ji-ho          | Actor                              | -                | -                        | -           |
| Kim Shin-young    | Comediante                         | -                | -                        | -           |
| Kim Young-chul    | Comediante                         | -                | -                        | -           |
| Lee Guk-joo       | Comediante                         | -                | -                        | -           |
| Yoon Sang-hyun    | Actor                              | -                | -                        | -           |
| Yoo Byung-jae     | Personalidad de Televisión         | -                | -                        | -           |
| So Ji-sub         | Actor                              | -                | -                        | -           |
| Julien Kang       | Actor                              | -                | -                        | -           |

## Episodios
El programa emitió un total de 563 episodios.
Los episodios frecuentemente se vuelven a transmitir en varios canales coreanos de radiodifusión por cable.
Del 9 de febrero del 2011 (episodio número 237) hasta el último episodio transmitido el 31 de marzo del 2018 el programa fue transmitido en alta definición.
En los primeros episodios los seis miembros y el personal continuamente comentaban que para lograr el propósito cómico, el programa debía seguir las "3-D": Dirty, Dangerous and Difficult (en español: "Sucio, Peligroso y Difícil").
El 6 de abril del 2018 se anunció que el programa lanzaría un episodio especial con los comentarios de los presentadores. La primera parte fue emitida el 7 de abril del mismo año.

### Emisión
El programa mantuvo el mismo horario desde su primera emisión en el 2005.
A partir del 2009 el programa duró 75-80 minutos (excluyendo los 10 minutos de publicidad).

### Especiales
- 2008 Host-in-Chief Elections: después de numerosas solicitudes humorísticas por parte de Park Myeong-su para tener un nuevo líder en el Año Nuevo en 2008, todos los miembros y el personal de "Infinite Challenge" celebraron votaciones para elegir al nuevo anfitrión en jefe el 31 de diciembre del 2007, el episodio fue transmitido el 12 de enero del 2008. Algunas de las promesas de campaña de los candidatos fueron:

| Candidatos       | Promesas                                                                                    | Votos Recibidos | Notas                                       |
| ---------------- | ------------------------------------------------------------------------------------------- | --------------- | ------------------------------------------- |
| Yoo Jae-suk      | se comprometió a que todos los candidatos pudieran ser el anfitrión en jefe nuevamente      | 5 (13.9%)       | -                                           |
| Park Myeong-su   | se comprometió a eliminar la comedia "impopular" y "pasada de moda"                         | 10 (27.8%)      | fue elegido (pero se creyó que hizo trampa) |
| Jeong Jun-ha     | se comprometió a entregar "ropa de invierno" a todo el personal trabajador                  | 7 (19.4%)       | -                                           |
| Jeong Hyeong-don | se comprometió a servir una amplia variedad de alimentos para todos los miembros y personal | 6 (16.7%)       | -                                           |
| Ha-ha            | se comprometió a la liberación del peinado individual                                       | 6 (16.7%)       | -                                           |
| Noh Hong-chul    | -                                                                                           | 2 (5.5%)        | -                                           |
| Otros            | -                                                                                           | 6               | votos invalidados                           |
| Total            | -                                                                                           | 42 (100.0%)     | Participación: 84.0%                        |

- WM7: desde julio de 2009 con Park Myeong-su como el presidente del club, los miembros comenzaron a entrenar para el proyecto a largo plazo "WM7" (Wrestling Muhan 7), en donde intentarían organizar un show de lucha profesional como parte del programa. El programa invitó a Son Starm (un luchador junior profesional y el baterista del grupo "Cherry Filter") como su entrenador, pronto los miembros comenzaron a aprender movimientos profesionales de lucha para actuar frente a una audiencia. Después de numerosas lesiones, incluyendo una conmoción cerebral, reveses y retrasos, los miembros finalmente se presentaron frente a una audiencia en vivo el 19 de agosto del 2010 en el Gimansio Jangchung. El proceso de entrenamiento fue transmitido en varios segmentos de media hora dentro de los episodios completos, con excepción de los últimos dos episodios (los cuales fueron parte del show de la lucha libre) del 3 de julio del 2010 al 11 de septiembre, haciendo un total de 11 episodios. Eventualmente la MBC lanzó una edición en DVD del desafío, con varios segmentos no antes vistos e historias, así como la lucha completa sin cortes.

- 2014 Decision: Reflejando la elección del anfitrión en jefe del 2008 los miembros y equipo de producción del programa llevaron a cabo nuevas elecciones a nivel nacional para elegir no solamente a un líder de "Infinite Challenfe" por los próximos 10 años sino para promover la participación del ciudadano en las próximas elecciones locales del 2014 en Sur Corea.

| Candidatos       | Promesas | Encuestas       | Votos por internet | Notas                                            |
| ---------------- | --- | --------------- | ------------------ | ------------------------------------------------ |
| Yoo Jae-suk      | "voy a mantenerme con los fundamentos de los espectáculos del entretenimiento", prometió permanecer en los fundamentos de la serie y llevar a los miembros que no habían dado su mayor esfuerzo en el programa, para ser azotados por el público | 40,644 (42.63%) | 156,551 (43.12%)   | ganó las elecciones                              |
| Noh Hong-chul    | "voy a mostrarles todo", prometió descubrir los secretos de todos los miembros y miembros de la producción así como a las esposas e hijos en el programa.                                                                                        | 35,322 (37.04%) | 116,563 (32.11%)   | -                                                |
| Jeong Hyeong-don | "voy a hacerlos llorar de la risa", prometió establecer una sede de clasificación de emergencia de respuesta | 19,327 (20.17%) | 89,933 (24.77%)    | apoyado por Park Myeong-su, Jeong Jun-ha y Ha-ha |
| Park Myeong-su   | como un candidato postulado, su objetivo era bloquear los esfuerzos de Yoo Jae-suk. No tuvo ninguna promesa de campaña y fue con el lema "Seung-chul dejame comprarte comida".                                                                   | -               | -                  | -                                                |
| Jeong Jun-ha     | prometió que los miembros que no han sido graciosos por tres semanas seguidas serán temporalmente degradados del espectáculo para permitir que nuevos talentos tomen su lugar                                                                    | -               | -                  | -                                                |
| Ha-ha            | prometió proteger "Infinite Challenge" y una nueva y fresca generación de liderazgo | -               | -                  | -                                                |
| Total            | - | 95,351          | 363,047            | -                                                |

- Infinite Challenge Song Festival: comenzó en el 2007 y el primer festival fue ganado por Ha-ha. Los miembros aleatoriamente colaboraron con músicos y cantantes reales con el fin de competir por el "Infinite Challenge Song Festival", el cual se celebra cada dos años.

## Spin-offs
El primer spin-off del programa fue titulado Infinite Girls (en hangul: 무한걸스; RR: Muhan Geolseu; también conocida como "Muhan Girls"). 
El programa de variedades coreano fue una versión femenina del programa original, conformado por Song Eun-im, por las comediantes Shin Bong-sun, Kim Shin-young, por las cantantes Hwangbo, Baek Bo-ram, por la actriz Jung Ga-eun, Jung Shi-ah y por la comediante Ahn Young-mi.
Trasmitido del 15 de octubre del 2007 al 25 de noviembre del 2013, estuvo conformado por 3 temporadas.
El 2 de septiembre del 2017 el programa entró en hiatus indefinidamente debido a la huelga de los productores de la MBC contra la compañía.

## Premios y nominaciones
| Año  | Categoría                                           | Premio                                    | Nominado (a)                    | Resultado |
| ---- | --------------------------------------------------- | ----------------------------------------- | ------------------------------- | --------- |
| 2017 | Top Excellence Award (Variety Show)                 | MBC Entertainment Award                   | Park Myeong-su                  | Ganó      |
| 2017 | Excellence Award (Variety Show)                     | MBC Entertainment Award                   | Yang Se-hyun                    | Ganó      |
| 2017 | Excellence Award (Variety Show)                     | MBC Entertainment Award                   | Henry Lau                       | Ganó      |
| 2016 | Popularity Award                                    | 16th MBC Entertainment Award              | Infinite Challenge              | Ganó      |
| 2016 | People's Choice - Entertainment Program of the Year | 16th MBC Entertainment Award              | Yang Se-hyung                   | Ganó      |
| 2016 | Male Excellence Award in Variety Show               | 16th MBC Entertainment Award              | Hwang Kwanghee                  | Nominado  |
| 2016 | Top Male Excellence Award in Variety Show           | 16th MBC Entertainment Award              | Yoo Jae-suk                     | Nominado  |
| 2016 | Top Male Excellence Award in Variety Show           | 16th MBC Entertainment Award              | Jeong Jun-ha                    | Ganó      |
| 2016 | Daesang (Grand Prize)                               | 16th MBC Entertainment Award              | Jeong Jun-ha                    | Nominado  |
| 2016 | Daesang (Grand Prize)                               | 16th MBC Entertainment Award              | Yoo Jae-suk                     | Ganó      |
| 2016 | Best Male Variety Performer                         | 52nd Baeksang Arts Award                  | Jeong Jun-ha                    | Nominado  |
| 2015 | Best Male Variety Performer                         | 51st Baeksang Arts Award                  | Jeong Hyeong-don                | Nominado  |
| 2015 | People's Choice - Best Entertainment Program        | 15th MBC Entertainment Award              | Infinite Challenge              | Ganó      |
| 2015 | High Excellence for Variety Show Male               | 15th MBC Entertainment Award              | Ha-ha                           | Ganó      |
| 2015 | Special Contribution Award                          | 15th MBC Entertainment Award              | Infinite Challenge              | Ganó      |
| 2015 | Best Writer Award                                   | 15th MBC Entertainment Award              | Lee Eun-ju                      | Ganó      |
| 2015 | Media Award of the Year                             | Amnesty International Korean Media Award  | Infinite Challenge              | Ganó      |
| 2015 | Daesang (Grand Prize)                               | 42nd Korea Broadcasting Award             | Infinite Challenge              | Ganó      |
| 2014 | PD of the Year                                      | MBC PD's Association                      | Kim Tae-ho                      | Ganó      |
| 2014 | Top Excellence Award in a Variety Show              | 14th MBC Entertainment Award              | Jeong Jun-ha                    | Ganó      |
| 2014 | PD Award                                            | 14th MBC Entertainment Award              | Ha-ha                           | Ganó      |
| 2014 | People's Choice - Entertainment Program of the Year | 14th MBC Entertainment Award              | Infinite Challenge              | Ganó      |
| 2014 | Daesang (Grand Prize)                               | 14th MBC Entertainment Award              | Yoo Jae-suk                     | Ganó      |
| 2013 | Daesang (Grand Prize) for Television                | 49th Baeksang Arts Award                  | Yoo Jae-suk                     | Ganó      |
| 2013 | Top Excellence Award in a Variety Show              | 13th MBC Entertainment Award              | Jeong Hyeong-don                | Ganó      |
| 2013 | "Best Couple" Award                                 | 13th MBC Entertainment Award              | Jeong Hyeong-don y G-Dragon     | Ganaron   |
| 2013 | Popularity Award                                    | 13th MBC Entertainment Award              | Noh Hong-chul                   | Ganó      |
| 2013 | Programme of the Year Award                         | 13th MBC Entertainment Award              | Infinite Challenge              | Ganó      |
| 2012 | "Best Couple" Award                                 | 12th MBC Entertainment Award              | Kim C & Jo Jung Chi             | Ganaron   |
| 2012 | PD Award                                            | 12th MBC Entertainment Award              | Yoo Jae-suk                     | Ganó      |
| 2012 | Daesang (Grand Prize)                               | 12th MBC Entertainment Award              | Park Myeong-su                  | Ganó      |
| 2011 | Family Award (The Butterfly Effect Feature)         | Korea Women Link blue media               | Infinite Challenge              | Ganó      |
| 2011 | Hot Trend Award                                     | MelOn Music Award                         | Infinite Challenge              | Ganó      |
| 2011 | 2000m Novice Inn (Special Award)                    | 53rd Annual National Rowing Championships | Infinite Challenge              | Ganó      |
| 2011 | Popularity Award                                    | 11th MBC Entertainment Award              | Jung Jae-hyung                  | Ganó      |
| 2011 | "Best Couple" Award                                 | 11th MBC Entertainment Award              | Park Myeong-su & Jeong Jun-ha   | Ganaron   |
| 2011 | Top Excellence Award in a Variety Show              | 11th MBC Entertainment Award              | Yoo Jae-suk                     | Ganó      |
| 2010 | Best TV Entertainment Program                       | 22nd Korean Producers Award               | Directors of Infinite Challenge | Ganaron   |
| 2010 | Best TV Program of the Year                         | 11th Korean National Assembly Award       | Directors of Infinite Challenge | Ganaron   |
| 2010 | Bizarre Award                                       | 10th MBC Entertainment Award              | Park Myeong-su                  | Ganó      |
| 2010 | Top Excellence Award in a Variety Show              | 10th MBC Entertainment Award              | Park Myeong-su                  | Ganó      |
| 2010 | Daesang (Grand Prize)                               | 10th MBC Entertainment Award              | Yoo Jae-suk                     | Ganó      |
| 2009 | Best TV Entertainment Programme                     | 36th Korean Broadcasting Award            | Kim Tae-ho                      | Ganó      |
| 2009 | Best TV (Programme) Director                        | 36th Korean Broadcasting Award            | Kim Tae-ho                      | Ganó      |
| 2009 | People's Choice - Best Entertainment Program        | 9th MBC Entertainment Award               | Infinite Challenge              | Ganó      |
| 2009 | Producer of the Year                                | 9th MBC Entertainment Award               | Infinite Challenge              | Ganó      |
| 2009 | PD Award                                            | 9th MBC Entertainment Award               | Yoo Jae-suk                     | Ganó      |
| 2009 | Best New Male Entertainer                           | 9th MBC Entertainment Award               | Gil                             | Ganó      |
| 2009 | Excellence Award in a Variety Show                  | 9th MBC Entertainment Award               | Noh Hong-chul                   | Ganó      |
| 2009 | Grand Prize (Daesang)                               | 9th MBC Entertainment Award               | Yoo Jae-suk                     | Ganó      |
| 2008 | Best TV Entertainment Programme                     | 20th Korean Broadcasting Award            | Kim Tae-ho                      | Ganó      |
| 2008 | Best Entertainment Program                          | 44th Baeksang Arts Award                  | Infinite Challenge              | Ganó      |
| 2008 | Aerobic Amateur Club 6-People 2nd place             | 89th National Athletic Competition        | Park Myeong-su                  | Ganó      |
| 2008 | Special Award - Best Star                           | 8th MBC Entertainment Award               | Jun Jin                         | Ganó      |
| 2008 | Outstanding Male Entertainer                        | 8th MBC Entertainment Award               | Jeong Hyeong-don                | Ganó      |
| 2008 | Best Variety Show                                   | 8th MBC Entertainment Award               | Infinite Challenge              | Ganó      |
| 2007 | Congeniality Award                                  | 7th MBC Entertainment Award               | Park Myeong-su                  | Ganó      |
| 2007 | Best Programme; Voted By Viewers                    | 7th MBC Entertainment Award               | Infinite Challenge              | Ganó      |
| 2007 | Meritorious Service Medal                           | MBC Programme Creating Award              | Kim Tae-ho                      | Ganó      |
| 2007 | Best Programme                                      | MBC Programme Creating Award              | Kim Tae-ho                      | Ganó      |
| 2007 | Outstanding Entertainment Programme                 | MBC Programme Creating Award              | Kim Tae-ho                      | Ganó      |
| 2006 | Excellence Award in a Variety Show                  | 6th MBC Entertainment Award               | Park Myeong-su                  | Ganó      |
| 2006 | Distinguished Male Award                            | 6th MBC Entertainment Award               | Ha-ha                           | Ganó      |
| 2006 | Best Programme                                      | 6th MBC Entertainment Award               | Directors of Infinite Challenge | Ganó      |
| 2006 | Daesang (Grand Prize)                               | 6th MBC Entertainment Award               | Yoo Jae-suk                     | Ganó      |

## Producción
El programa fue creado por Kim Tae-ho, y contó con los directores Kim Tae-ho (director en jefe), Park Chang-hoon, Cho Wook-hyung y Kang Sung-ah, así como el director creativo Kim Gu-san. La dirección de producción estuvo a cargo de Kim Tae Ho, en febrero del 2018 se anunció que Tae-ho ya no sería el director principal del programa.
El programa contó con el apoyo de la compañía de producción "MBC Entertainment Production Division" y fue distribuido por la MBC. Ha viajado a Japón, China, Tailandia, América, África, Alemania, entre otros países para realizar filmaciones especiales en donde varias celebridades internacionales han participado durante los episodios.
En 2012 el show entró en hiatus por 6 meses (22 semanas) debido a la huelga sindical de los reporteros y productores de la unión de MBC, durante este período el programa no emitió episodios nuevos, sino que transmitió episodios antiguos, después de que se solucionara la huelga, el programa junto con otros de la MBC regresaron a sus emisiones normales.

### Emisión en otros países
| País  | Cadenas | Fecha de Inicio | Fecha de Finalización |
| ----- | ------- | --------------- | --------------------- |
| China | CCTV-1  | -               | -                     |

## Cultura y popularidad
El programa es uno de los programas de televisión más vistos los sábados por la noche y el programa de no-drama más visto en Corea del Sur cada semana (excluyendo eventos deportivos especiales, desde noviembre del 2006, con excepción de enero del 2009 y abril-mayo del 2010).
Cuenta con un 13-17% de espectadores coreanos que miran el programa cada sábado en la noche.
El programa ha sido llamado "El espectáculo de variedades de la nación" y "El primer programa real de variedades de Corea", por mantener el éxito por más de diez años.
- El 27 de diciembre del 2007, el SERI (conocido como El Instituto de Investigación Económica de Corea del Sur) eligió al programa como el sexto productor y servicio más influyente del año 2007, debido a su fuerte popularidad con el público.
- Durante el primer trimestre del 2008 el Departamento de Global Marketing de la MBC reportó que la compañía había vendido los derechos sobre el espectáculo a "Air France" y "Qatar Airways" durante sus transmisiones en vuelo.
- Los creadores del programa filmaron un anuncio sobre "Bibimbap", el cual se ha mostrado en Times Square desde el 26 de noviembre del 2010. Debido a esta implicación, el Ministerio de Alimentación, Agricultura, Silvicultura y pesca les dio una placa de honor, por reconocer la dedicación de MuDo.
- En el 2011 el programa llevó a cabo el "West Coast Highway Music Festival" donde 7 equipos participaron y cada uno se llevó un trofeo.
- Varios de los miembros del programa, entre ellos Yoo Jae-suk, Park Myeong-su, Jeong Jun-ha, Jeong Hyeong-don, Noh Hong-chul, Ha-ha y Gil, aparecieron en el video musical "Gentleman" de PSY.[39][40]
- En abril del 2013 el programa "The Greatest Shows on Earth" en el Reino Unido viajó a Corea para grabar "Infinite Challenge".